# 托克逊设治局
托克逊设治局，民國時設置於新疆省的設治局，今新疆维吾尔自治区托克逊县。

## 历史沿革
原为吐鲁番县托克逊县佐辖境，民国九年11月置，驻托克逊城（今新疆托克逊县驻地托克逊镇）。新疆县佐与原县大多“划分疆界，粮税、差徭”，实际上成为与县相近的独立行政区划。其后，南京政府规定县不设县佐。托克逊县佐辖区未达设县标准，于民国十九年（1930年）10月改置为托克逊设治局。民国二十五年改置为县，三十六年间补办法律手续。